# Swainsona novae-zelandiae
Swainsona novae-zelandiae là một loài thực vật có hoa trong họ Đậu. Loài này được Hook. miêu tả khoa học đầu tiên.